# Maria Ângela Alvim
Maria Ângela Alvim (Volta Grande, 01 de janeiro de 1926 - Rio de Janeiro, 19 de outubro de 1959) foi uma poeta e ativista brasileira. 
Vida e Obra
Nasceu na fazenda do Pouso Alegre, localizada no município de Volta Grande, Zona da Mata do estado de Minas Gerais, sendo a mais velha dos cinco filhos de Fausto Figueira Soares Alvim e Mercedes Costa Cruz Alvim.
Em 1930, com então quatro anos de idade, muda-se com a família para Araxá, cidade na qual seu pai ocupou o cargo de prefeito até 1942, e onde nasceu seus irmãos e também poetas, Maria Lúcia Alvim e Francisco Alvim. Pouco depois, a família se muda para a capital do estado. 
Em Belo Horizonte, Maria Ângela se forma em Assistência Social, compondo a primeira turma de graduação deste curso em todo o país, ocorrida de uma parceria entre a Pontifícia Universidade Católica de Minas Gerais (PUC-Minas), o Serviço Social da Indústria (Sesi-MG) e o Serviço Nacional da Indústria (Senai-MG). 
É também na capital mineira que publica, aos vinte e quatro anos de idade, seu primeiro e único livro: "Superfície", em 1950, pela recém-criada Edições João Calazans. Apesar da publicação discreta, o livro chama atenção de Carlos Drummond de Andrade, que escreve um elogioso texto à poeta. 
Muda-se para o Rio de Janeiro ainda na juventude e, para além da poesia, dedicou-se aos movimentos sociais da época. Fez parte do Économie et Humanisme, criado pelo dominicano francês Padre Lebret, e foi secretária de Josué de Castro, sociólogo e célebre ativista do combate à fome. Como ativista social, viajou pela Europa e América do Sul.
Suicidou-se em 19 de outubro de 1959, aos trinta e três anos de idade, no Rio de Janeiro. Sua morte foi lamentada por Drummond, que escreveu à amiga a crônica "Passagem", publicada no Diário de Notícias (RJ).